# Nordic Battlegroup

Heraldiskt vapen för Nordic Battlegroup

Nordic Battlegroup (NBG) är en del av Europeiska unionens stridsgrupper. Sedan starten 2007 har tre grupper varit aktiva. Nordic Battlegroup 08 1 januari 2008 – 30 juni 2008, Nordic Battlegroup 11 1 januari 2011 – 30 juni 2011 och Nordic Battlegroup 15 januari 2015 – juni 2015. Nuvarande brigadgeneral är svensken Stefan Andersson.